# Pándroson
Pándroson (Pandroso) är en ort i Grekland.   Den ligger i prefekturen Nomós Sámou och regionen Nordegeiska öarna, i den östra delen av landet, 270 km öster om huvudstaden Aten. Pándroson ligger 486 meter över havet och antalet invånare är 110. Den ligger på ön Samos.
Terrängen runt Pándroson är kuperad åt sydost, men åt nordväst är den bergig. Runt Pándroson är det ganska tätbefolkat, med 52 invånare per kvadratkilometer. Närmaste större samhälle är Néon Karlovásion, 12,9 km nordväst om Pándroson. 